# Djævlerokke
En djævlerokke (også kaldet en manta) er som de øvrige rokker, en bruskfisk. Derved er den i familie med hajerne. Den lever i de fleste tropiske farvande, og ses ofte i nærheden af koralrev.
Med sit vingespænd på op til 6-8 meter er djævlerokke den største af alle rokker. På trods af dens størrelse og skræmmende navn er der ingen grund til at blive nervøs hvis man møder den, da den lever af smådyr og plankton i vandet, som den filtrerer ind via sin store mund.
Navnet har den fået da den har to finner siddende foran munden. Disse to finner, der hjælper med at lede vandstrømmen ind igennem munden, lignede fra overfladen djævlens to horn.
Med sin størrelse og elegante svømmestil er djævlerokken en af de arter der står øverst på enhver dykkers ønskeliste.

## Arter
- Manta birostris
- Manta ehrenbergii
- Manta raya